# Youssouf Kamara
Youssouf Vassanogo Kamara (Dabou, 18 gennaio 1981) è un ex calciatore ivoriano, di ruolo attaccante.

## Carriera

### Club
Kamara giocò per l'ASEC Mimosas, prima di passare agli svizzeri del Bellinzona. In seguito, fu ingaggiato dal Napoli, che poi lo cedette alla Cavese. Seguì un'esperienza alla Viribus Unitis, prima di accordarsi con i rumeni dell'Argeș Pitești. Il 26 luglio 2008 esordì allora nella Liga I, subentrando a Mircea Stan nel pareggio casalingo per 1-1 contro il Politehnica Timișoara. Il 2 agosto successivo, realizzò la prima rete nella massima divisione rumena, nella sconfitta per 3-2 contro l'Unirea Urziceni. Chiuse la stagione con 27 presenze e 4 reti. In seguito, vestì le casacche di Pandurii e Politehnica Iași.
Per la stagione 2013-2014 firma un contratto con la Frattese, squadra della città di Frattamaggiore, rescindendo il contratto a novembre.
Il 2 gennaio 2015 firma per il Civitavecchia Calcio nel campionato di Eccellenza Laziale ma dopo poco più di un mese viene escluso dalla prima squadra per motivi disciplinari.
Nel mese di agosto 2019 viene tesserato dal Santa Marinella, squadra militante nel campionato di Promozione Laziale.

### Nazionale
Ha partecipato ai Mondiali Under-20 del 1997.

## Palmarès

### Club

#### Competizioni nazionali
- Campionato ivoriano: 1

ASEC Mimosas: 1997
- Coppa della Costa d'Avorio: 1

ASEC Mimosas: 1997
- Scudetto Dilettanti: 1

Cavese: 2002-2003